# Eliza Todorowa

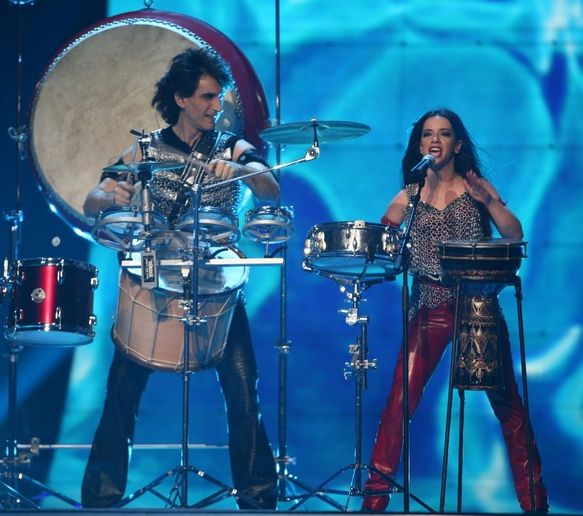
Eliza Todorowa & Stojan Jankulow (2007)

Eliza Todorowa (bulgarisch Елица Тодорова; * 2. September 1977) ist eine bulgarische Musikerin.

## Leben und Wirken
Todorowa studierte an der Filip-Kutew-Musikschule in Kotel und der Dobri-Christow-Schule in Warna. Danach graduierte sie an der Nationalen Musikakademie „Prof. Pantscho Wladigerow“ in Sofia. Sie nahm gemeinsam mit Stojan Jankulow für Bulgarien am Eurovision Song Contest 2007 in Helsinki teil und erreichte den 5. Platz.
2008 spielte sie mit Stojan Jankulov und Lili Ivanova den Hit Panairi von Bulgariens Top-Star neu ein und präsentierte den Song beim ESC-Vorausscheid für Bulgarien.
Für den Contest 2013 wurde sie direkt vom Fernsehsender BNT als bulgarischer Vertreter nominiert. Es gab lediglich bei der Songsuche einen Vorentscheid mit drei Titeln zur Auswahl für Jury- und Televoting. Danach hatte sich Elitsa Todorova lange geweigert Interviews zu geben, da sie mit der Entscheidung nicht einverstanden war. Die Zuschauer wählten den Titel Kismet, die Juroren bevorzugten dagegen das Lied Samo Shampioni. Dieser Titel wurde nun für Malmö nachnominiert. Mit diesem Titel schieden sie jedoch im 2. Halbfinale am 16. Mai 2013 in der Malmö Arena aus.